# Michał Cichorz
Michał Cichorz – poseł do Sejmu Krajowego Galicji I i II kadencji (1863–1869), włościanin z Witowa w powiecie Dunajec Czarny.
Wybrany w I kadencji w IV kurii obwodu Sącz, z okręgu wyborczego nr 65 Limanowa-Skrzydlna w 1863, po śmierci posła Wojciecha Zelka. Jego wybór został zakwestionowany przez Sejm, w kolejnych wyborach został ponownie wybrany.